# Marco Méndez
Marco Anibal Méndez Ramírez (Uruapan, Michoacán no México em 1 de outubro de 1976) é um ator mexicano de telenovelas.

## Biografia
Nasceu em 1 de outubro de 1976, em Uruapan, Michoacán. Após o ensino secundário, estudou até o quinto semestre de Arquitetura no Instituto Tecnológico de Estudios Superiores de Occidente, e no período de 1999-2001 entrou no Centro de Educación Artística de Televisa (CEA).
Iniciou sua carreira na televisão na telenovela Las vías del amor (Vias do amor, no Brasil), com o produtor Emilio Larrosa, onde interpretou 'Oscar Méndez'. Na telenovela Salomé, deu vida a 'León'. Após concluir esta novela teve aparições no programa Viñetas Coca Cola, uma produção de Luis de Llano, e depois a apresentação do Aca Fest.
Após seus trabalhos em telenovelas, mudou o foco de sua carreira, decidindo-se a fazer teatro. Sua primeira participação foi na obra La Cenicienta (Cinderella), uma produção de Roberto Tello, dirigida por Bob Isacs, onde interpretou o 'El Príncipe', seguindo em turnê pelo México. Logo após, integrou-se ao elenco da obra Edén Término, do autor William Inge, uma produção do CEA, dirigida por Pablo Mandoki, dando vida ao personagem 'Alan Seymour'.
Teve breve participação nos filmes Frida, La Mexicana, Pecado Original e Amor Ciego. Em 2004 participa das novelas Amar otra vez (Amar Outra Vez) e Rubí.
Em Contra viento y marea de 2005, destacou-se na pele de Renato onde fez par romântico com Adriana Fonseca. Ainda neste ano, integrou-se ao elenco de Solo Mujeres (Só para Mulheres). Em 2006 recebeu o convite para dar vida a Carlos Ávila na novela La verdad oculta (A Verdade Oculta). Um ano depois interpretava Joaquín, um talentoso professor de dança, na novela juvenil Muchachitas como tú (Moças como tu) a convite do produtor Emilio Larrosa. Em 2008 tornou-se Bruno na novela Querida Enemiga (Querina Inimiga).

## Filmografia

### Telenovelas
- 2023 - Nadie como tú ... Abel Miravalle
- 2022 - Amor dividido ... Valente Tovar
- 2019 - Por amar sin ley ... Javier Rivas
- 2017 - Me declaro culpable .... Javier Dueñas López
- 2017 - La doble vida de Estella Carrilo .... Asdrúbal Guerrero
- 2016 - Sueño de amor .... Oscar
- 2015 - Pasióny poder .... Augustín
- 2013 - Las Bandidas .... Alonso Cáceres
- 2011 - La que no podía amar .... Esteban
- 2010 - Triunfo del Amor .... Fabián Duarte
- 2010 - Mar de amor .... Dr. David Bermudez
- 2009 - Los Exitosos Pérez .... Diego Planes
- 2008 - Querida Enemiga .... Bruno
- 2007 - Muchachitas como tú .... Joaquín
- 2006 - La verdad oculta .... Carlos Ávila
- 2005 - Contra viento y marea .... Renato
- 2004 - Rubí .... Luís[2]
- 2004 - Amar otra vez .... Gonzálo
- 2002 - Salomé.... León[1]
- 2001 - Las vías del amor .... Oscar Méndez

### Teatro
- 2003 - La Cenicienta  .... El Principe
- 2003 - Éden Término .... Alan Seymour
- 2006 - Solo para Mujeres

### Cinema
- 2002 - Frida
- 2001 - Amor Ciego
- 2001 - Pecado Original
- 2001 - La Mexicana